# Chlorocebus tantalus
Il cercopiteco tantalo (Chlorocebus tantalus (Ogilby, 1841) è un primate della famiglia Cercopithecidae.

## Descrizione
La lunghezza del corpo è tra 40 e 60 cm, quella della coda può arrivare a 70 cm; il peso è tra 4 e 6 kg, con i maschi più grandi delle femmine.
Il colore del corpo è grigioverde sul lato dorsale e quasi bianco su quello ventrale, le estremità degli arti nere; anche il muso è nero e sulla fronte è ben visibile la striscia bianca caratteristica del genere. I maschi, come nelle altre specie congeneri, presentano una caratteristica colorazione bluastra dello scroto che contrasta con il colore rosso vivo del pene.

## Biologia
L'attività è diurna e si svolge sia al suolo sia sugli alberi. Forma gruppi numerosi costituiti da alcuni maschi, un maggior numero di femmine e piccoli, per un totale che può arrivare a 80 individui. Nei gruppi è osservata una rigida gerarchia.
La dieta è varia e comprende frutta, altri vegetali, insetti e altri piccoli animali.

## Distribuzione e habitat
L'areale di questa specie si estende in Africa centrale dal fiume Volta in Ghana fino al Sudan, Uganda e al Kenya nord-occidentale. Gli habitat sono vari, dalla foresta alla savana.

## Sistematica
Una volta tutti gli appartenenti al genere chlorocebus erano raggruppati in un'unica specie, detta Chlorocebus aethiops. Alcuni autori seguono ancora questa classificazione. La IUCN non prende in considerazione C. tantalus neppure come sottospecie.
Recentemente sono state riconosciute tre sottospecie:
- Chlorocebus tantalus tantalus
- Chlorocebus tantalus budgetti
- Chlorocebus tantalus marrensis